# Kévin Vauquelin
Kévin Vauquelin (* 26. dubna 2001) je francouzský profesionální silniční a dráhový cyklista jezdící za UCI WorldTeam Arkéa–B&B Hotels.

## Hlavní výsledky

### Silniční cyklistika
2018
Národní šampionát
 vítěz časovky juniorů
4. místo Chrono des Nations Juniors
4. místo La Classique des Alpes Juniors
2019
Národní šampionát
 vítěz silničního závodu juniorů
3. místo časovka juniorů
Grand Prix Rüebliland
6. místo celkově
6. místo La Classique des Alpes Juniors
2020
2. místo Trio Normand
Národní šampionát
3. místo časovka do 23 let
2021
Národní šampionát
 vítěz časovky do 23 let
L'Étoile d'Or
2. místo celkově
3. místo Annemasse–Bellegarde et retour
Tour d'Eure-et-Loir
9. místo celkově
2022
Kolem Belgie
 vítěz soutěže mladých jezdců
Tour Poitou-Charentes en Nouvelle-Aquitaine
2. místo celkově
 vítěz soutěže mladých jezdců
Tour de Luxembourg
2. místo celkově
4. místo Route Adélie
Kolem Ománu
6. místo celkově
Arctic Race of Norway
6. místo celkově
Vuelta a Asturias
7. místo celkově
Mistrovství Evropy
7. místo časovka
7. místo Ronde van Drenthe
2023
Tour des Alpes-Maritimes et du Var
 celkový vítěz
 vítěz soutěže mladých jezdců
vítěz 1. etapy
vítěz Tour du Jura
2. místo Route Adélie
Étoile de Bessèges
4. místo celkově
Tour du Limousin
5. místo celkově
Région Pays de la Loire Tour
6. místo celkově
9. místo Tour du Doubs
2024
Étoile de Bessèges
2. místo celkově
 vítěz soutěže mladých jezdců
vítěz 5. etapy (ITT)
3. místo Grand Prix La Marseillaise
Tour de France
vítěz 2. etapy 2. místo Valonský šíp
8. místo Kolem Baskicka
10. místo Tirreno–Adriatico
2025
Étoile de Bessèges
 celkový vítěz
 vítěz bodovací soutěže
vítěz etap 4 a 5 (ITT)
Tour de Suisse
2. místo celkově
 vítěz soutěže mladých jezdců
2. místo Valonský šíp
2. místo Grand Prix du Morbihan
10. místo Tro-Bro Léon

#### Výsledky na Grand Tours
| Grand Tour      | 2023 | 2024 | 2025 |
| --------------- | ---- | ---- | ---- |
| Giro d'Italia   | —    | —    | —    |
| Tour de France  | —    | 91   |      |
| Vuelta a España | DNF  | —    |      |

| —   | Nezúčastnil se |
| DNF | Nedokončil     |

### Dráhová cyklistika
2018
Mistrovství světa juniorů
 2. místo týmová stíhačka
2019
UCI World Cup, Milton
 vítěz týmové stíhačky
Mistrovství světa juniorů
 2. místo bodovací závod
 2. místo týmová stíhačka
 3. místo madison
UCI World Cup, Brisbane
 3. místo madison (s Morganem Kneiskym)